# Hochgrabe
Hochgrabe – szczyt w grupie Villgratner Berge, w Wysokich Taurach w Alpach Wschodnich. Leży w Austrii, w Tyrolu Wschodnim. Trzeci co do wysokości szczyt grupy Villgratner Berge. Szczyt ten znajduje się na południu grupy, dość osamotniony, dzięki czemu ze szczytu roztaczają się piękne widoki na: Dolomity na południowym zachodzie, Alpy Karnickie na południowym wschodzie oraz całe Wysokie Taury na północy.